# 54th/Cermak (Metro de Chicago)
54th/Cermak es una estación en la línea Rosa del Metro de Chicago. La estación se encuentra localizada en 2151 South 54th Avenue en Cícero, Illinois. La estación 54th/Cermak fue inaugurada el 1 de agosto de 1912.  La Autoridad de Tránsito de Chicago es la encargada por el mantenimiento y administración de la estación.

## Descripción
La estación 54th/Cermak cuenta con 1 plataforma lateral y 4 vías. La estación también cuenta con 175 de espacios de aparcamiento.

## Conexiones
La estación es abastecida por las siguientes conexiones de autobuses: 
- Rutas del CTA Buses y Pace
- #21 Cermak
- #N60 Blue Island/26th (Owl Service)

Pace
- #305 Cicero-River Forest
- #322 Cermak Road-22nd Street